# Бабич, Егор Дмитриевич
Егор Дмитриевич Бабич (бел. Ягор Дзмітрыевіч Бабіч; род. 12 октября 2001, Минск) — белорусский футболист, нападающий дзержинского «Арсенала».

## Карьера

### «Ошмяны-БГУФК»
Воспитанник футбольной академии минского «Динамо». В феврале 2020 года футболист перешёл в «Ошмяны-БГУФК». Дебютировал за клуб футболист 25 апреля 2020 года в матче против речицкого «Спутника», выйдя на замену на 74 минуте. Дебютный гол за клуб футболист забил 11 октября 2020 года в матче против новополоцкого «Нафтана». На протяжении сезона футболист был одним из основных игроков ошмянского клуба, преимущественно выходя на поле со скамейки запасных, отличившись своим единственным забитым голом. По итогу сезона футболист вместе с клубом завершил чемпионат на итоговом десятом месте. В начале 2021 года футболист покинул клуб, который прекратил своё существование.

### «Осиповичи»
В апреле 2021 года футболист присоединился к клубу «Смолевичи», вместе с которым выступал во Второй лиге. В октябре 2021 года стал игроком «Энергетика-БГАТУ», однако так и не дебютировал за клуб. В начале 2022 года футболист перешёл в «Осиповичи». Дебютировал за клуб футболист 10 апреля 2022 года в матче против «Барановичей», выйдя на замену на 73 минуте. Дебютный гол за клуб футболист забил 9 июля 2022 года в матче против пинской «Волны». На протяжении сезона футболист был в осиповичском клубе в роли одного из основных игроков, отличившись 2 забитыми голами. По итогу сезона футболист вместе с клубом завершил чемпионат на итоговом предпоследнем месте.

### «Арсенал» Дзержинск
В марте 2023 года футболист на правах свободного агента присоединился к дзержинскому «Арсеналу», подписав контракт до конца сезона. Дебютировал за клуб футболист 2 апреля 2023 года в матче против петриковского «Шахтёра», выйдя на поле в стартовом составе и отличившись результативной передачей. Дебютный гол за клуб футболист забил 23 апреля 2023 года в матче против гомельского «Бумпрома». Футболист смог быстро закрепиться в основной команде дзержинского клуба, отличившись за первую половину сезона забитым голом и 3 результативными передачами. В июле 2023 года футболист получил серьезную травму и выбыл из распоряжения клуба до конца сезона. По итогу сезона футболист вместе с клубом досрочно стал победителем чемпионата, получив прямое повышение в Высшую лигу.
В феврале 2024 года футболист приступил к подготовке к новому сезону с дзержинским клубом. В матче 2024 года футболист продлил контракт с кубом до конца сезона. Первый матч в новом сезоне футболист сыграл 29 марта 2024 года против могилёвского «Днепра», выйдя на замену на 65 минуте.

## Достижения
«Арсенал» Дзержинск
- Победитель Первой лиги: 2023